# Esclaves del Diví Cor
Les Esclaves del Diví Cor (en castellà Esclavas del Divino Corazón) són un institut religiós femení, una congregació religiosa les germanes del qual posposen al seu nom les sigles A.D.C.

## Història
La congregació fou fundada a Coria (Cáceres) el 26 de juliol de 1885 pel bisbe de Coria-Cáceres Marcelo Spínola y Maestre (1835-1906) amb l'ajut de la marquesa vídua Celia Méndez y Delgado (1844-1908), per a la instrucció i l'educació cristiana de les joves. L'institut fou aprovat pel mateix bisbe fundador el 17 de juny de 1887 i l'1 de febrer de 1902 rebé el decretum laudis. Les constitucions foren aprovades per la Santa Seu el 5 de maig de 1909.
Obriren cases a Coria, Màlaga, Ronda, Corte Concepción (Màlaga), Moguer, Sevilla i Linares, en vida dels fundadors. Entre 1909 i 1927, s'expandiren obrint escoles a Aracena, Sanlúcar la Mayor i Cazalla, i a Madrid. En 1913 arriben a Amèrica: Rio de Janeiro i Rosario (Argentina, que tanca en 1921) i San Carlos. Entre 1927 i 1945 una segona fundació a Coria, a Madrid (Loreto en 1939) i Buenos Aires en 1940. Després de les guerres, a Barcelona obre col·legis al Tibidabo (1947) i el de Montserrat (1953), i a: Pamplona en 1958, Roma en 1950, Japó i Brasil (Dianópolis) en 1953, Londres en 1962, Bela Vista, Goianesia, Goiania i Piracanjuba en 1967, totes al Brasil, Filipines en 1968.

## Activitat i difusió
Les Esclaves del Diví Cor es dediquen a l'ensenyament en escoles de diferents nivells, gestionen col·legis universitaris i obres de promoció cultural.
Al final de 2005 tenien 56 cases amb 366 religioses. Són presents a Europa (Itàlia, Espanya), Àsia (Filipines, Japó), Angola i Iberoamèrica (Argentina, Brasil, Equador, Paraguai, Veneçuela):, amb la seu general a Madrid.